# أوجين فورنير
أوجين فورنير (بالفرنسية: Eugène Pierre Nicolas Fournier )‏ (و. 1834 – 1884 م) هو عالم نبات فرنسي، ولد في باريس، توفي في باريس، عن عمر يناهز 50 عاماً.